# Oosterkerk (Amsterdam)

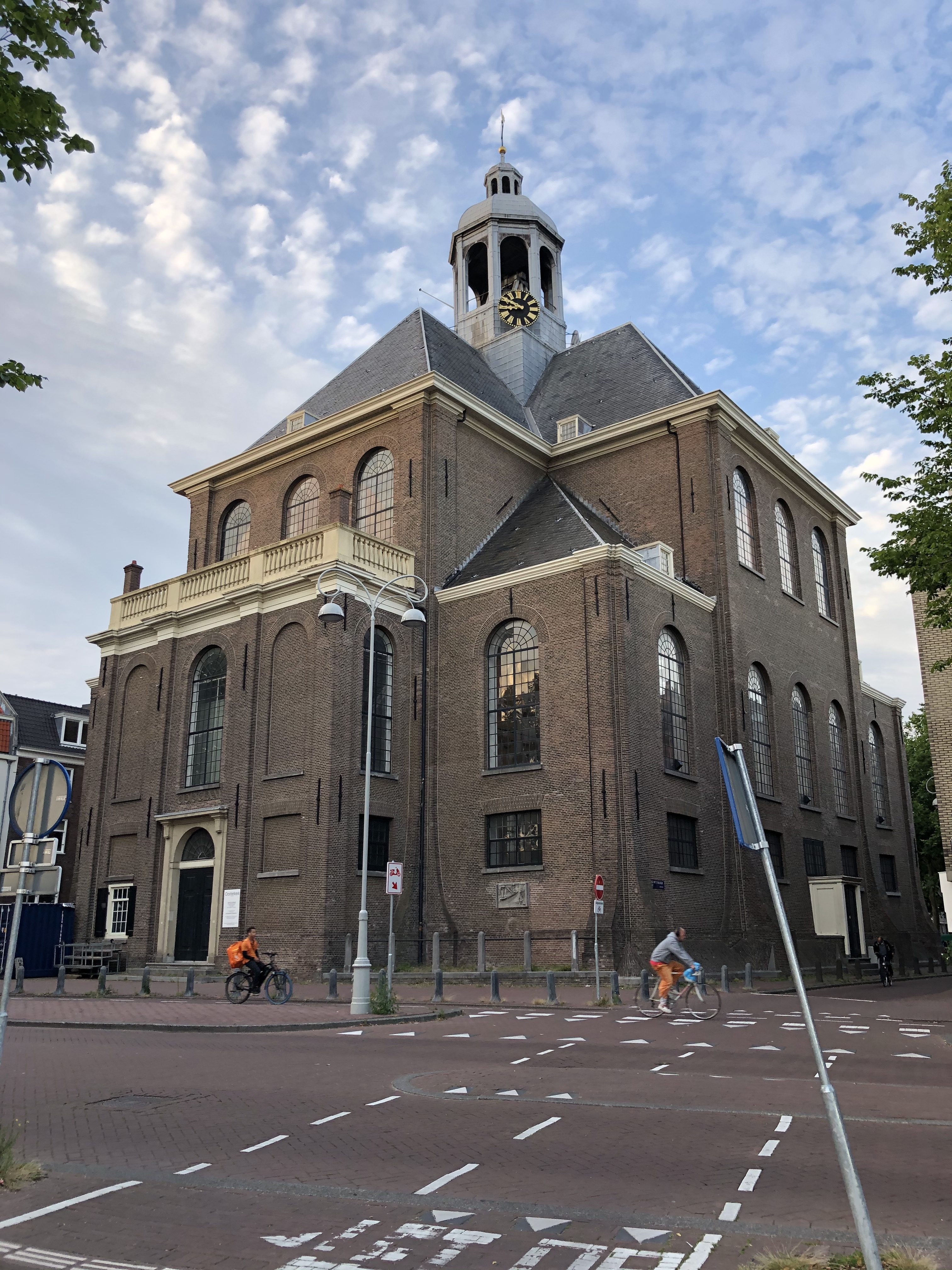
Oosterkerk (Amsterdam)

Die Oosterkerk (deutsch Ostkirche) ist ein profaniertes Kirchengebäude aus dem 17. Jahrhundert an der Wittenburgergracht in Wittenburg in Amsterdam. Die Kirche ist seit 1970 als Rijksmonument eingestuft.

## Beschreibung
Der Grundriss ist ein Quadrat, das durch Arkaden auf Säulen gegliedert ist, die den Raum in ein zentrales griechisches Kreuz mit Anräumen unterteilen.
Die Kirche beherbergt eine Van-Oeckelen-Orgel aus dem Jahr 1871 mit heute 24 Registern auf zwei Manualen und Pedal, die im Jahr 2001 von Flentrop restauriert wurde.
An der Kreuzung der hohen Walmdächer befindet sich ein bleigededeckter hölzerner Kuppelturm. In ihm hängt eine Glocke, auf der die vollen und halben Stunden geschlagen werden. Um die Glocke herum läuft in Relief die Inschrift:
CUM CAMPANA SONANS EX AEQUO DIVIDO TEMPUS,

PETRUS HEMONY ME FECIT AMSTELODAMI ANNO DOMINI 1671
(sinngemäß: „Mit meinen Glockenschlägen teile ich (die Glocke) die Zeit in gleiche Teile; Pieter Hemony machte mich in Amsterdam im Jahr unseres Herrn 1671.“)
Das Uhrwerk am Fuße des Kuppelturms stammt von dem alten Börsenturm, der einst auf dem Rokin stand.

## Geschichte

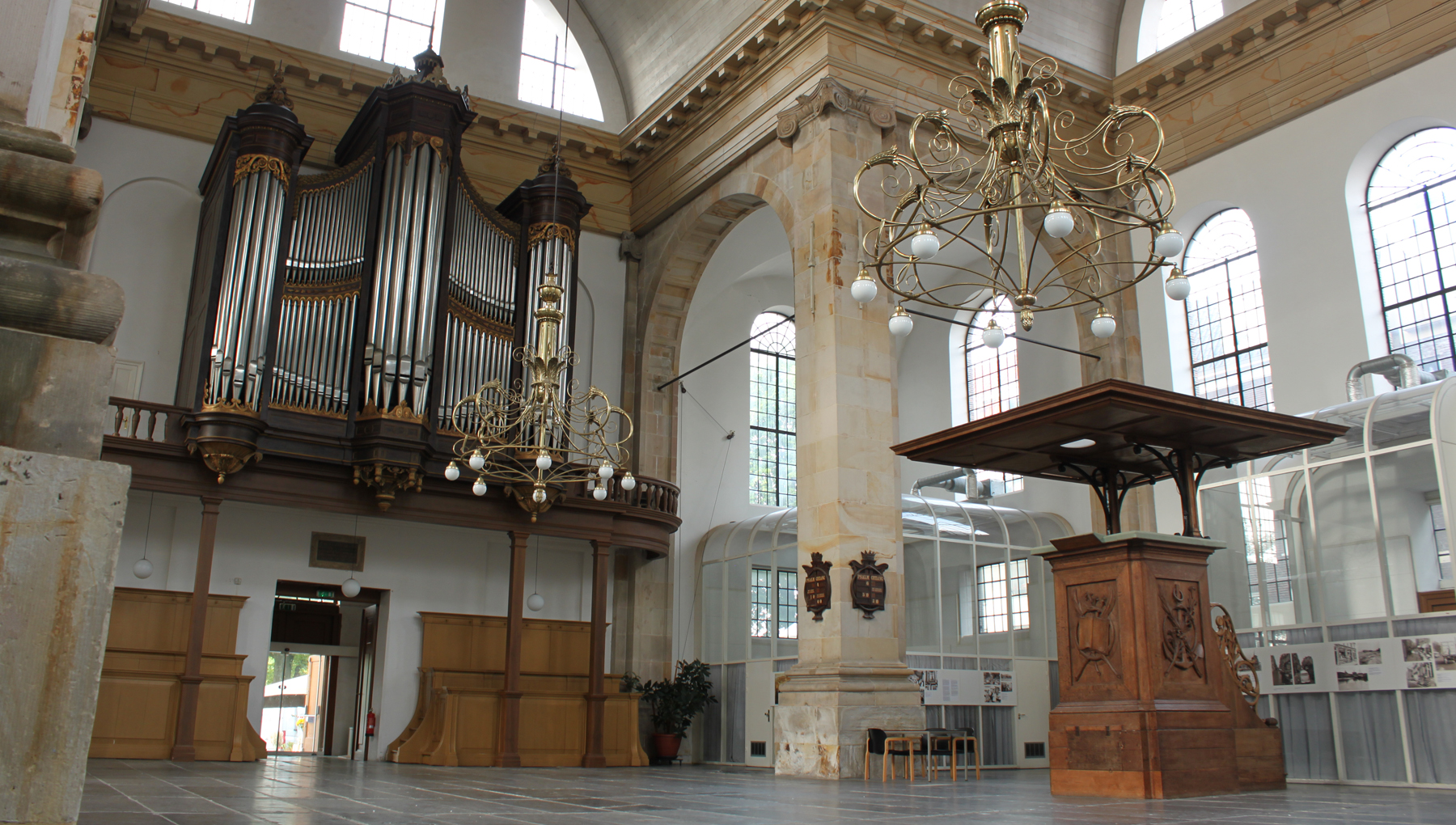
Innenraum der Oosterkerk mit der Orgel von Petrus van Oeckelen aus dem Jahr 1871

Im Jahr 1659 beschloss die Amsterdamer Gemeinde, zwei Kirchen zu bauen, die Oosterkerk und die Eilandskerk am Bickerseiland. Beide Holzbauten sollten später durch Steinkirchen ersetzt werden. Die alte Oosterkerk wurde später durch eine Steinkirche ersetzt, allerdings nicht an ihrem ursprünglichen Standort in Rapenburg, sondern in Wittenburg.

## Architektur
Die Oosterkerk wurde zwischen 1669 und 1671 nach einem Entwurf des Architekten Adriaan Dortsman unter Mitwirkung von Daniel Stalpaert als niederländisch-reformierte Kirche gebaut. Die Oosterkerk in Amsterdam ist die monumentalste der Kirchen von Stalpaert. Sie wurde im Rahmen der Stadterweiterung von 1663 in Auftrag gegeben. In den verschiedenen Stadtteilen waren vier neue Kirchen geplant, von denen jedoch nur die Oosterkerk und die provisorische Amstelkerk verwirklicht wurden. Aus dem Beschlussbuch der Schatzmeister geht hervor, dass der Entwurf von Daniël Stalpaert am 4. Juli 1669 genehmigt wurde.
Der Entwurf ähnelt der Oudshoorn-Kirche in Alphen aan den Rijn, die im Auftrag des Handwerkers Cornelis de Vlaming van Oudshoorn gebaut wurde, der auch mehrmals Bürgermeister von Amsterdam war, unter anderem 1663, 1668 und 1672.
Die Grundform ist ein griechisches Kreuz mit unteren Eckflächen und einem Anbau als Eingangsvorbau. Die Balustrade darauf entspricht jedoch nicht dem Stil von Stalpaert, der dort normalerweise einen Giebel anordnen würde. Sie entspricht eher dem Stil von Adriaen Dortsman, der im Rechnungsbuch der Kirche am 6. Juni 1672 als Empfänger von fl. 500,- „Op rek. d'architecture“ erwähnt wird.
Charakteristisch für ihn ist die häufige Verwendung von Naturstein, der unter anderem an den Fassaden seiner Häuser Herengracht 436, 446 (Huis van der Graeff) und Keizersgracht 672 - 674 (Museum Van Loon) zu finden ist. Sein Stil ist etwas dynamischer als der von Stalpaert, der stets zurückhaltend und gedämpft bleibt. Möglicherweise wurde der Bau der Kirche von Stalpaert begonnen und später von Dortsman übernommen, der den Entwurf nach seinen eigenen Vorstellungen veränderte. Die Kirche wurde am 4. Oktober 1671 eingeweiht.

## Restaurierung
Im Jahr 1963 wurde die Kirche wegen Baufälligkeit geschlossen. Im Jahr 1969 ging die Oosterkerk in den Besitz der Stadt Amsterdam über, und die Kirche wurde weitgehend in ihren historischen Zustand zurückversetzt. Vor der Restaurierung hatte die Gemeinde allerdings geplant, die Kirche im Rahmen ihres groß angelegten Stadterneuerungsprojekts abzureißen. Dank des Engagements der Anwohner konnte dies verhindert werden.
Von 1985 bis 2012 wurde die Kirche von sozialen und kommunalen Einrichtungen genutzt. Seit diese Einrichtungen in das Gemeindezentrum De Witte Boei umgezogen sind, wird die Oosterkerk hauptsächlich als Konzertsaal, Bürofläche, Ausstellungsraum und für Versammlungen genutzt. Unter anderem veranstaltet die Stichting Oosterkerk dort niedrigschwellige, kostenlose Konzerte.
Seit Anfang 2007 wird über die zukünftige Nutzung der Oosterkerk diskutiert. Die Stadt Amsterdam, Eigentümerin des Gebäudes, erwägt, die Oosterkerk zusammen mit anderen städtischen Immobilien zu verkaufen. Die Wünsche der Bewohner des Viertels für die künftige Nutzung sind vielfältig. Im Allgemeinen hofft man, dass das Gebäude seine Funktion für das Viertel beibehalten wird.

## Abbildungen

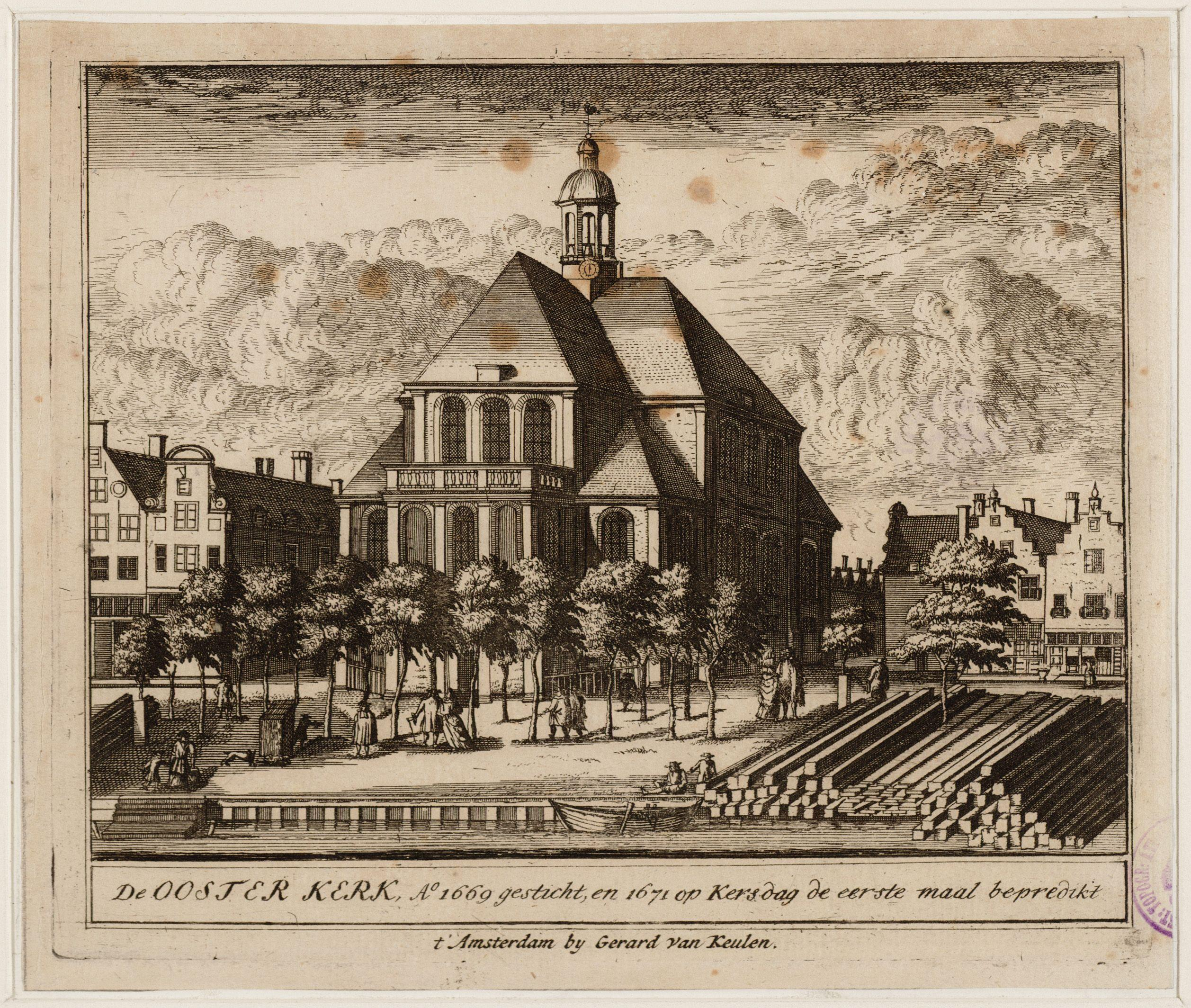
Die Oosterkerk im Jahr 1672.
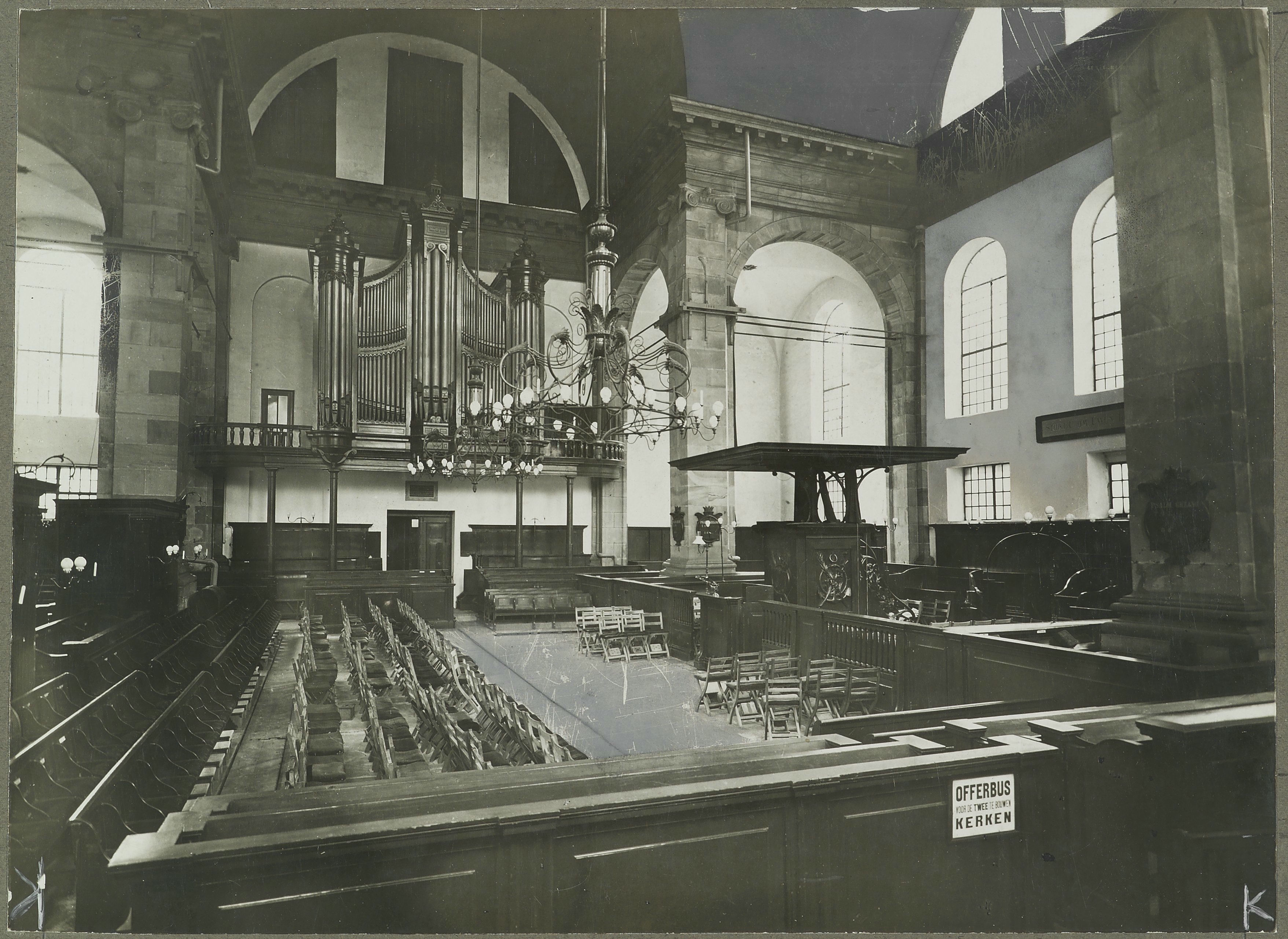
Das Innere der Oosterkerk von Südwesten aus gesehen
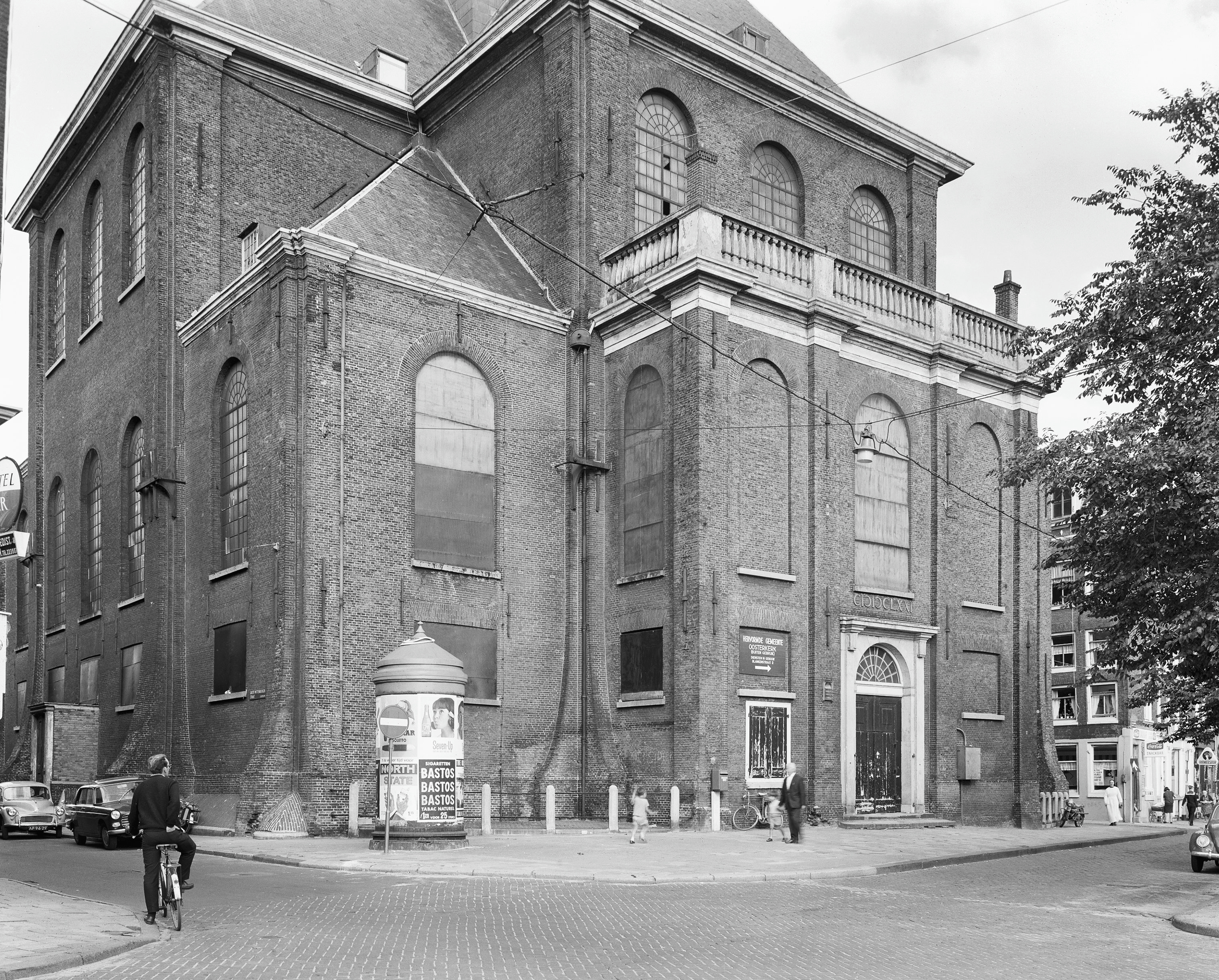
Die Kirche auf einem Foto von 1965. Hier ist erkennbar, dass die Kirche damals in einem schlechten Zustand war.
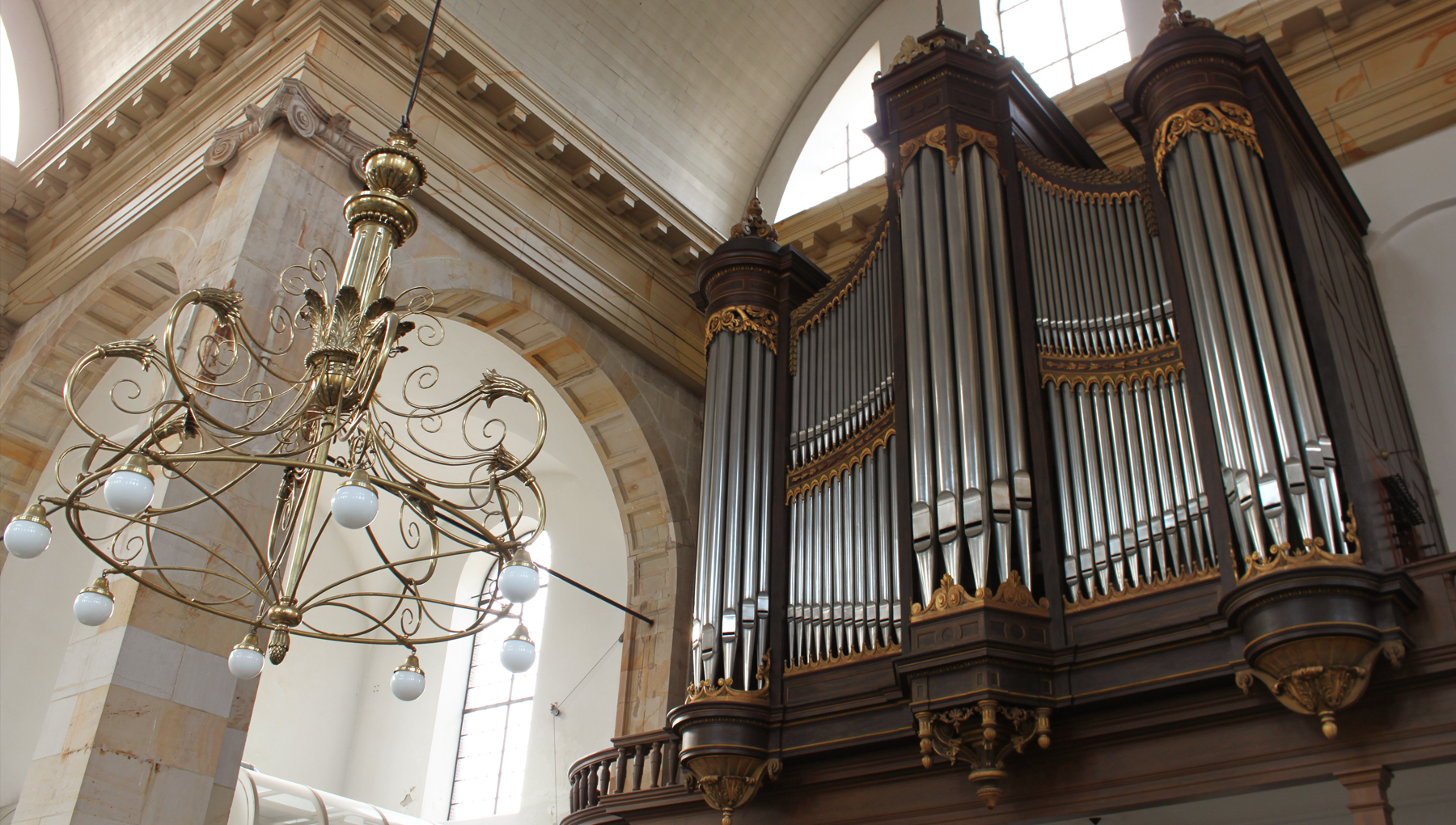
Die Van Oeckelen-Orgel (1871)
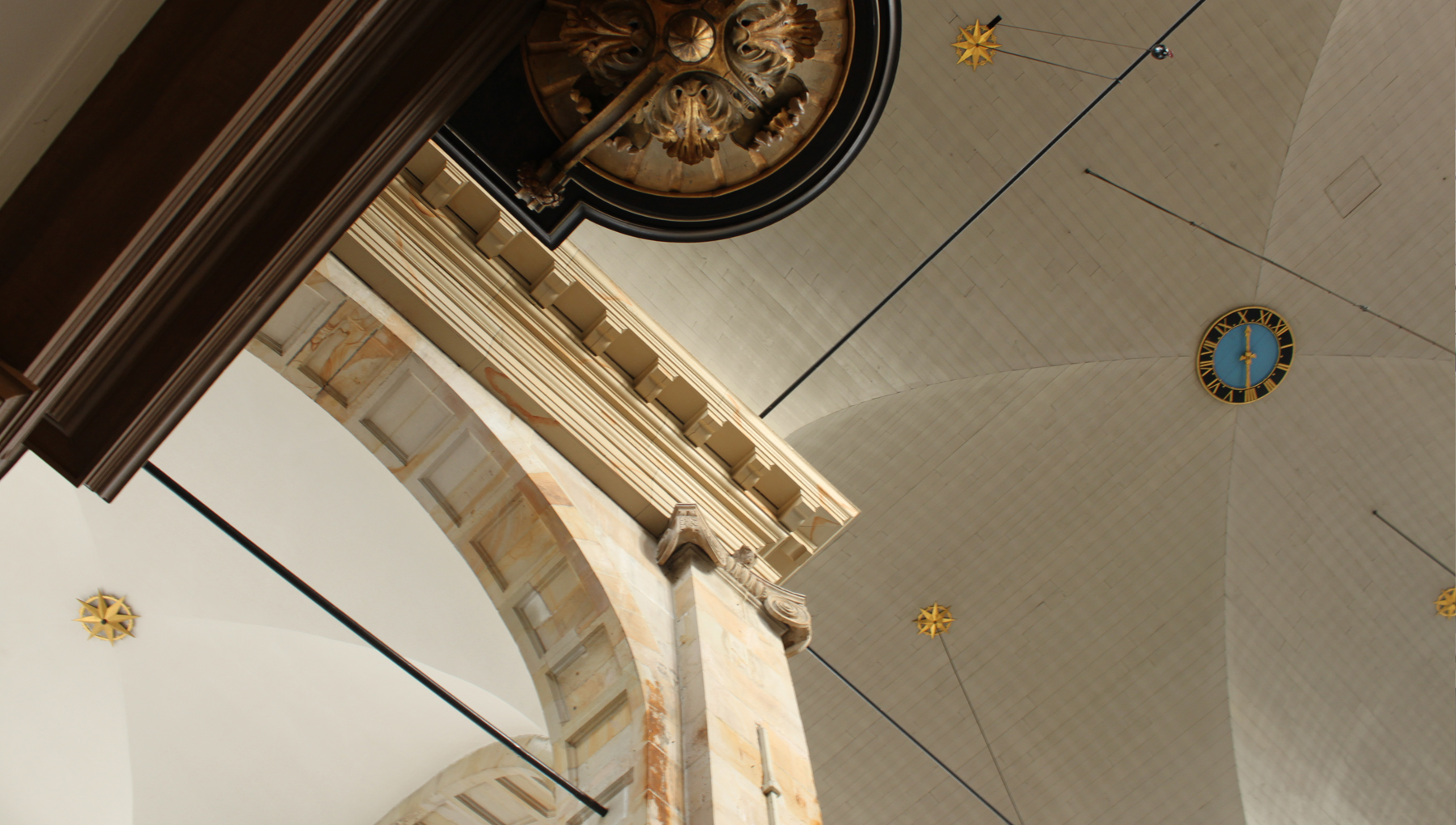
Uhr an der Decke
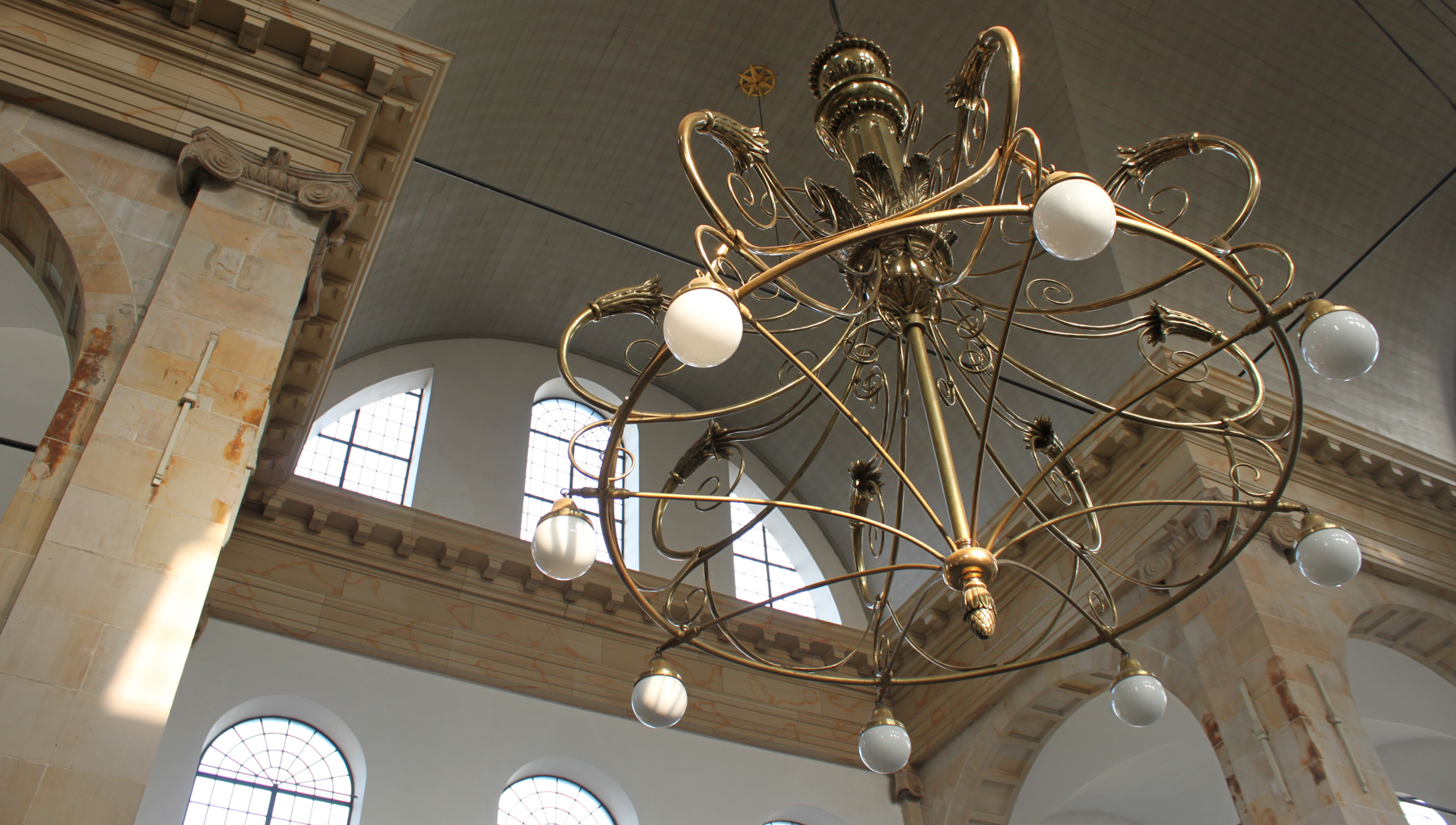
Innenraum der Oosterkerk
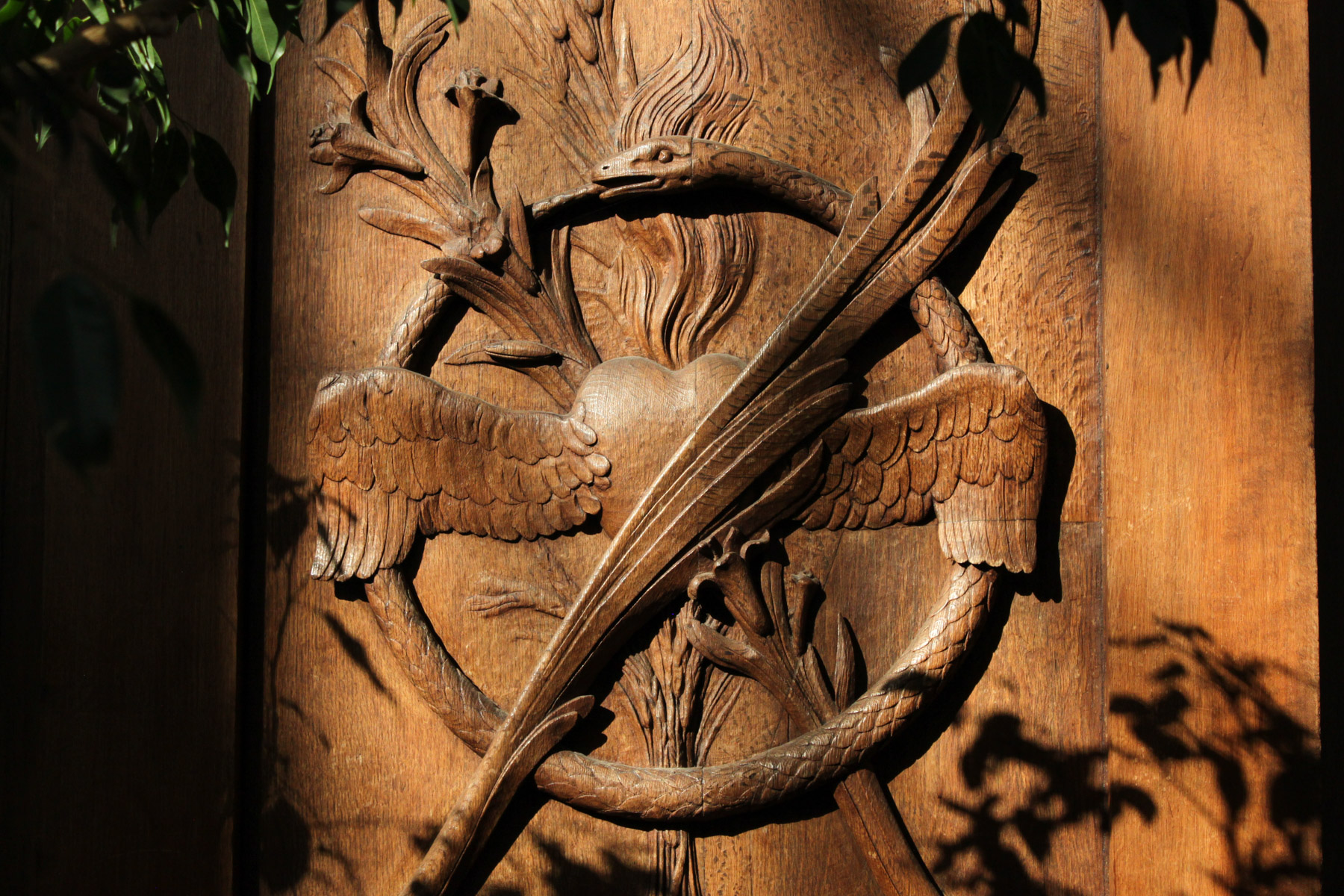
Holzgeschnitzte Kanzel in der Oosterkerk
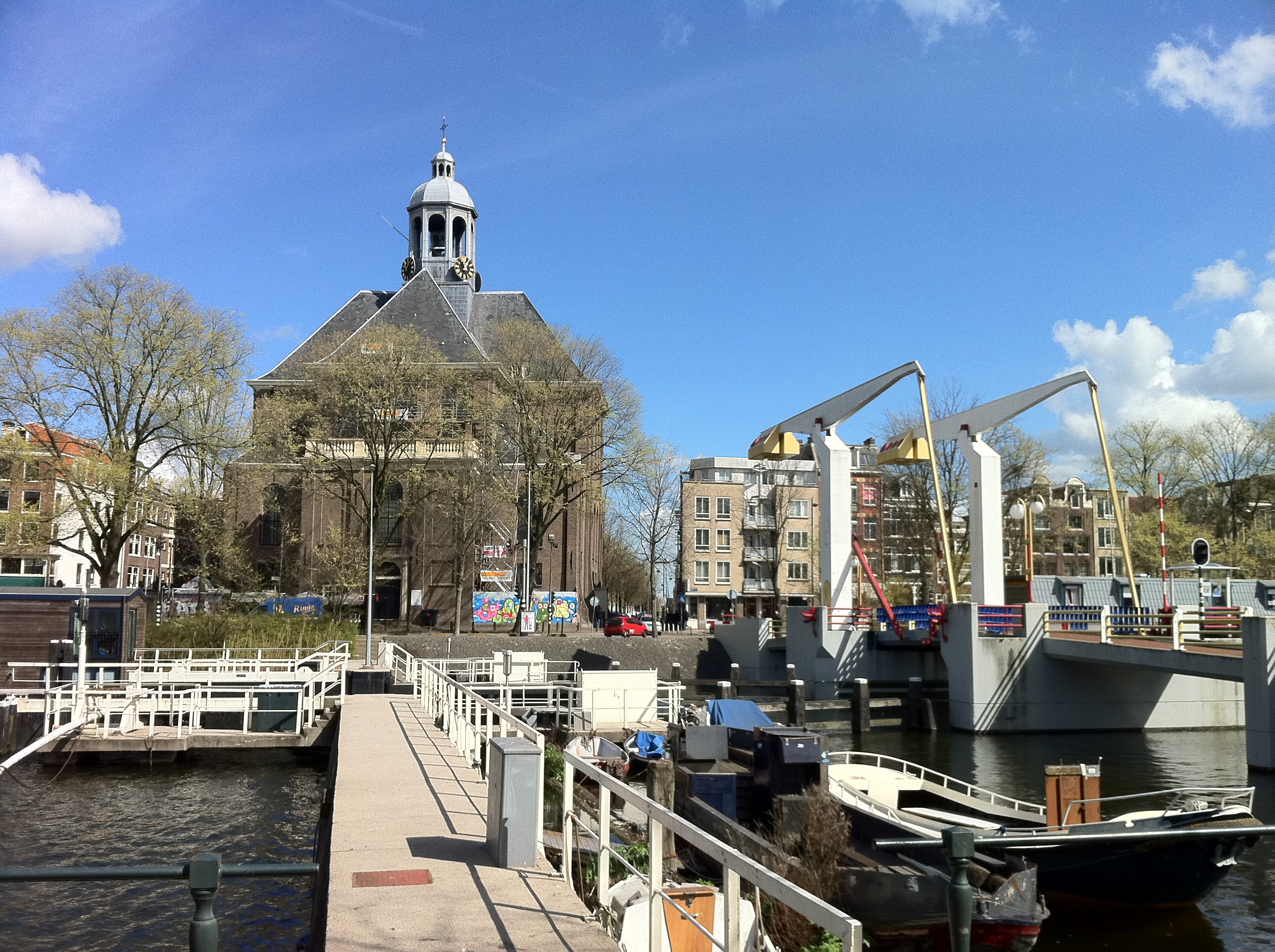
Kirche von der Nieuwe Vaart aus gesehen, mit der Pelikansbrücke auf der rechten Seite; 2012.
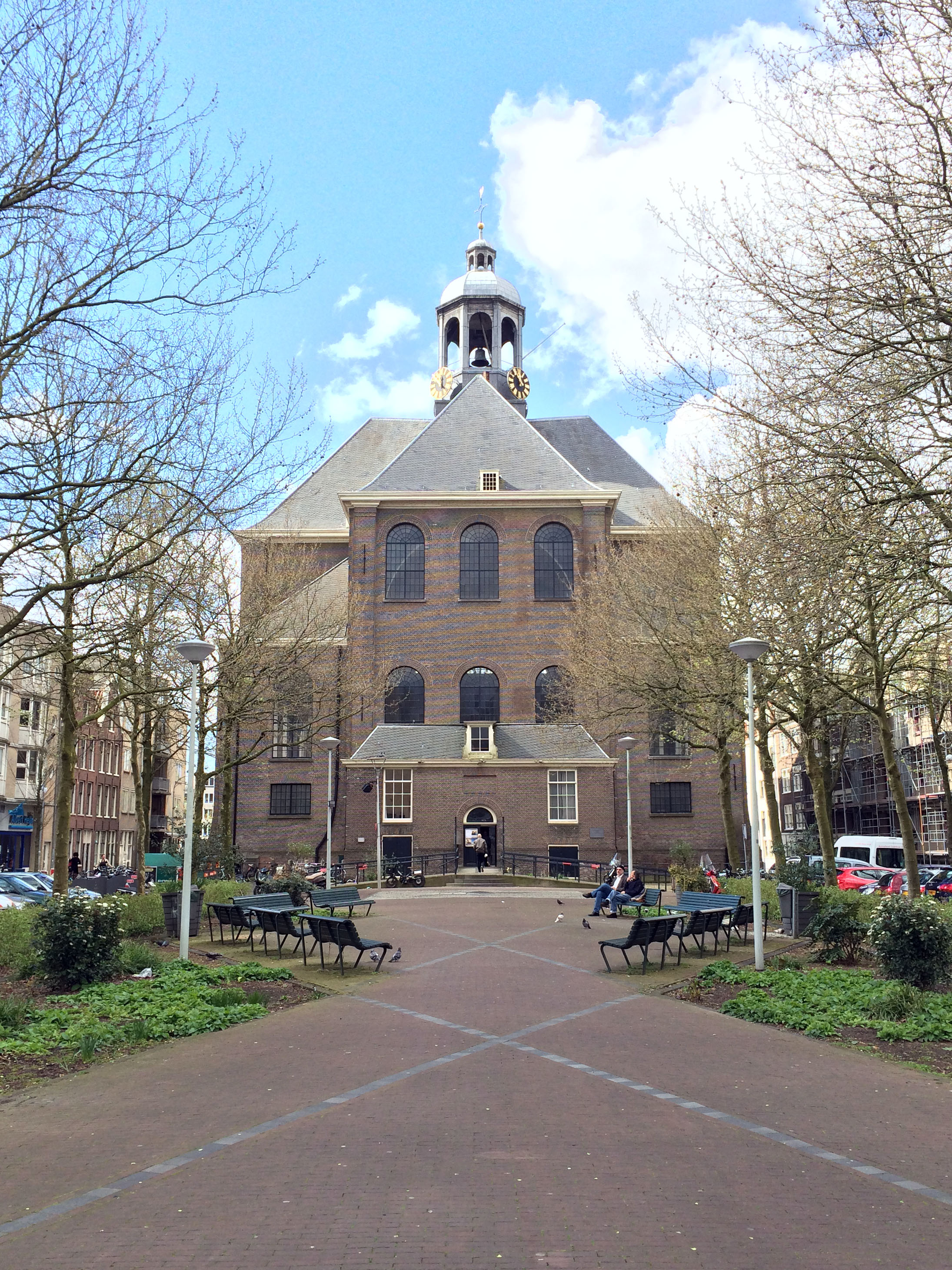
Die Oosterkerk, Nordseite, vom Marie Altelaarplein aus gesehen; 2016.
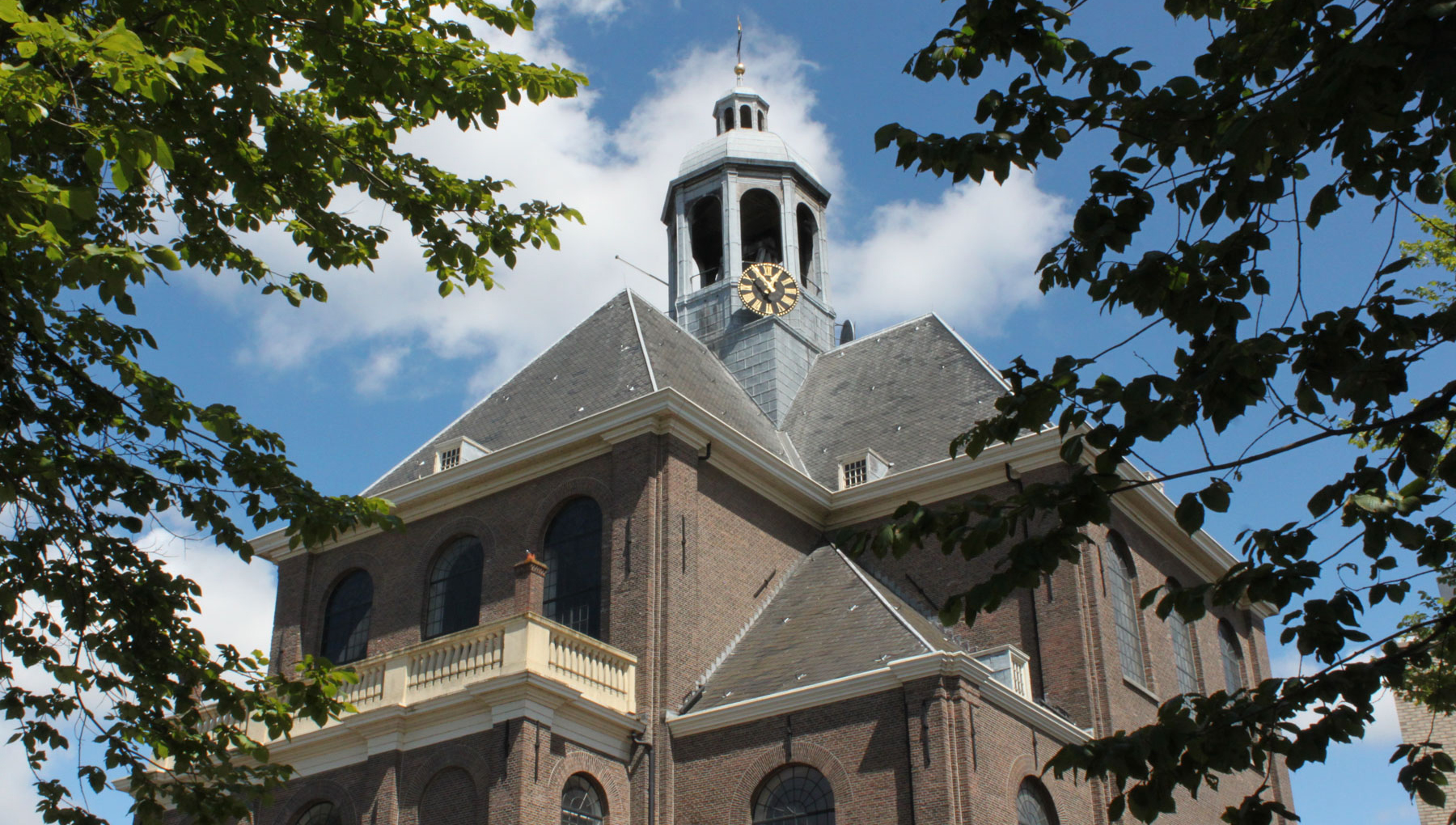
Oosterkerk, Südseite, von der Wittenburgergracht aus gesehen; 2018.

## Rezeption in Emmerich
Die Christuskirche in Emmerich am Rhein wurde nach dem Vorbild der Oosterkerk gebaut.